# قرصعنة شبكية
القِرصَعنة الشبكية نوع نباتي عشبي يتبع جنس القِرصَعنة من الفصيلة الخيمية. موطنه الأصلي كاليفورنيا.